# Пологовка (село)
Полого́вка — село в Арзамасском районе Нижегородской области. Входит в состав Ломовского сельсовета.

## География
Находится рядом с трассой Р158 в 12 км от Арзамаса. Через село проходит озеро, в нём много дач.

## Население
| 1999 | 2002 | 2010 |
| ---- | ---- | ---- |
| 97   | ↘46  | ↘36  |